# مقاطعة سيري (جامايكا)
مقاطعة ساري، جامايكا (بالإنجليزية: Surrey County, Jamaica)‏ مقاطعة في جامايكا، تقع في أقصى الشرق وهي أصغر مقاطعات جامايكا الثلاث من حيث المساحة. وتوجد فيها العاصمة الجاميكية كينغستون.
مقاطعة ساري تظهر باللون الأصفر.